# Vito Mannone
Vito Mannone (Desio, 2 marzo 1988) è un calciatore italiano, portiere attualmente svincolato.

## Carriera

### Club

#### Gli inizi
Nato a Desio da genitori siciliani, cresce calcisticamente nella Juve Cusano e successivamente nel settore giovanile dell'Atalanta. Nel 2005, a 17 anni, viene messo sotto contratto dalla squadra inglese dell'Arsenal, che lo acquista per 500.000 euro e con la quale firma un contratto triennale, successivamente rinnovato.

#### Arsenal e parentesi al Barnsley
Il 18 agosto 2006 venne mandato in prestito per tre mesi al Barnsley, dove si trovò a competere con l'altro portiere Nick Colgan per il posto da titolare. Il suo debutto avvenne il 22 settembre sul campo del Preston N.E. quando subentrò al posto dell'espulso Colgan, e subì il gol dell'1-0 dopo una brutta uscita.
Nella partita successiva, giocata contro il Luton Town, partì nell'undici titolare; anche in questo caso una sua uscita incerta portò il Barnsley alla sconfitta. Con il Barnsley gioca altre due partite di Coppa. Torna all'Arsenal il 23 ottobre dello stesso anno per fine prestito. Il 19 dicembre 2007 ha prolungato il contratto con l'Arsenal.
Il 24 maggio 2009, a 21 anni, ha esordito in Premier League in Arsenal-Stoke City (4-1) disputata all'Emirates Stadium. All'inizio della stagione 2009-10 trova spazio come titolare a causa delle assenze dei pari ruolo Manuel Almunia e Łukasz Fabiański. Il 16 settembre 2009 ha esordito in Champions League in Arsenal-Standard Liegi (3-2).

#### Prestito all'Hull City
Il 18 ottobre raggiunge l'Hull City in prestito fino a gennaio, con opzione di prolungamento fino a fine stagione. Fa il suo esordio in Championship con la nuova maglia il 19 ottobre perdendo in casa contro lo Sheffield Utd per 1-0. Il 7 gennaio 2011 prolunga il prestito per altri sei mesi. Scaduto il prestito all'Hull City fa ritorno all'Arsenal, diventando il quarto portiere a disposizione della squadra londinese.
In questo periodo scende in campo solo nell'ultima gara dei gironi di Champions League persa per 3-1 con l'Olympiacos, in cui commette un grave errore in occasione del gol di David Fuster. Il 4 gennaio 2012 raggiunge nuovamente l'Hull City in prestito fino a giugno.

#### Ritorno all'Arsenal
Fatto ritorno all'Arsenal, a causa degli infortuni di Wojciech Szczęsny e Łukasz Fabiański, Mannone è stato titolare dei Gunners nella partita pareggiata per 0-0 con lo Stoke City, per poi mantenere la porta inviolata anche la settimana dopo nella vittoria per 2-0 dei suoi ad Anfield contro il Liverpool. Le sue prestazioni gli hanno permesso di rivaleggiare per il posto da primo portiere, che però poi è stato mantenuto da Szczęsny.

#### Sunderland
Il 3 luglio 2013 passa a titolo definitivo al Sunderland per 2,4 milioni di euro. Durante la stagione, il cambio inpanchina dei Black Cats tra Di Canio e Poyet lo porta a diventare titolare; nel gennaio del 2014 è protagonista nella semifinale di ritorno della Football League Cup contro il Manchester Utd, parando due penalty ai calci di rigore e contribuendo così al raggiungimento della finale di coppa, poi persa contro il Manchester City.
Nella partita di campionato del 18 ottobre 2014 il suo Sunderland cade in casa del Southampton con il pesante passivo di 0-8; dopo il match, su iniziativa dello stesso portiere, i giocatori dei Black Cats decidono di fare una colletta per rimborsare il biglietto ai 2500 fan presenti in trasferta sugli spalti.

#### Reading
Il 19 luglio 2017 firma un contratto triennale con il Reading, squadra militante nella Championship, la Serie B inglese.

#### Prestiti a Minnesota ed Esbjerg
A febbraio 2019 passa in prestito al Minnesota Utd,  squadra statunitense della Major League Soccer. Il 24 ottobre 2019, viene nominato miglior portiere della stagione della Major League Soccer (MLS Goalkeeper of the Year).
Nel gennaio 2020 si trasferisce, ancora in prestito, fino al 30 giugno al club danese del Esbjerg collezionando 12 presenze prima di rimanere svincolato.

#### Monaco, Lorient e Lilla
L'11 settembre 2020, dopo essere rimasto svincolato a termine del contratto con il Reading, Mannone firma un contratto biennale con il Monaco, in Ligue 1. Mette insieme 9 presenze in Ligue 1 nella stagione 2020-2021, per poi rimanere svincolato nel giugno 2022.
Il 2 settembre 2022, Mannone viene ingaggiato dal Lorient, sempre in Ligue 1. Lungo la sua unica stagione con Les Merlus, colleziona 20 presenze e registra cinque clean sheet.
Il 29 agosto 2023, Mannone viene ingaggiato a titolo definitivo dal Lilla, ancora nella massima serie francese, firmando un contratto biennale con il club dell'Alta Francia.

### Nazionale
Il 6 novembre 2009 viene convocato in nazionale Under-21 dal tecnico federale Pierluigi Casiraghi. Fa il suo esordio il 13 novembre 2009 nella partita persa 2 a 0 contro l'Ungheria valida per le qualificazioni all'Europeo Under-21 2011.
Nel maggio 2023 è stato pre-convocato dalla selezione di calcio della Sicilia allenata da Giovanni Marchese per la sfida contro la Corsica in programma il 10 giugno allo Stadio Marco Tomaselli di Caltanissetta, dovendo tuttavia rinunciare all'impegno a causa di un infortunio.

## Statistiche

### Presenze e reti nei club
Statistiche aggiornate al 15 gennaio 2025.
| Stagione          | Squadra           | Campionato        | Campionato | Campionato | Coppe nazionali | Coppe nazionali | Coppe nazionali | Coppe continentali | Coppe continentali | Coppe continentali | Altre coppe | Altre coppe | Altre coppe | Totale | Totale |
| Stagione          | Squadra           | Comp              | Pres       | Reti       | Comp            | Pres            | Reti            | Comp               | Pres               | Reti               | Comp        | Pres        | Reti        | Pres   | Reti   |
| ----------------- | ----------------- | ----------------- | ---------- | ---------- | --------------- | --------------- | --------------- | ------------------ | ------------------ | ------------------ | ----------- | ----------- | ----------- | ------ | ------ |
| 2006-2007         | Arsenal           | PL                | 0          | 0          | FACup+CdL       | 0+0             | 0               | UCL                | 0                  | 0                  | -           | -           | -           | 0      | 0      |
| 2007-2008         | Arsenal           | PL                | 0          | 0          | FACup+CdL       | 0+0             | 0               | UCL                | 0                  | 0                  | -           | -           | -           | 0      | 0      |
| 2008-2009         | Arsenal           | PL                | 1          | -1         | FACup+CdL       | 0+0             | 0               | UCL                | 0                  | 0                  | -           | -           | -           | 1      | -1     |
| 2009-2010         | Arsenal           | PL                | 5          | -5         | FACup+CdL       | 0+0             | 0               | UCL                | 3                  | -3                 | -           | -           | -           | 8      | -8     |
| 2010-2011         | Hull City         | FLC               | 10         | -9         | FACup+CdL       | 0+0             | 0               | -                  | -                  | -                  | -           | -           | -           | 10     | -9     |
| 2011-2012         | Hull City         | FLC               | 21         | -19        | FACup+CdL       | 2+0             | -2              | -                  | -                  | -                  | -           | -           | -           | 23     | -21    |
| Totale Hull City  | Totale Hull City  | Totale Hull City  | 31         | -28        |                 | 2               | -2              |                    | -                  | -                  |             | -           | -           | 33     | -30    |
| 2012-2013         | Arsenal           | PL                | 9          | -9         | FACup+CdL       | 0+0             | 0               | UCL                | 4                  | -6                 | -           | -           | -           | 13     | -15    |
| Totale Arsenal    | Totale Arsenal    | Totale Arsenal    | 15         | -15        |                 | 0               | 0               |                    | 7                  | -9                 |             | -           | -           | 22     | -24    |
| 2013-2014         | Sunderland        | PL                | 29         | -38        | FACup+CdL       | 1+6             | -1 + -10        | -                  | -                  | -                  | -           | -           | -           | 36     | -49    |
| 2014-2015         | Sunderland        | PL                | 10         | -20        | FACup+CdL       | 3+0             | -3              | -                  | -                  | -                  | -           | -           | -           | 13     | -23    |
| 2015-2016         | Sunderland        | PL                | 19         | -23        | FACup+CdL       | 0+1             | -4              | -                  | -                  | -                  | -           | -           | -           | 20     | -27    |
| 2016-2017         | Sunderland        | PL                | 9          | -15        | FACup+CdL       | 2+0             | -2              | -                  | -                  | -                  | -           | -           | -           | 11     | -17    |
| Totale Sunderland | Totale Sunderland | Totale Sunderland | 67         | -96        |                 | 13              | -20             |                    | -                  | -                  |             | -           | -           | 80     | -116   |
| 2017-2018         | Reading           | FLC               | 41         | -59        | FACup+CdL       | 0+0             | 0               | -                  | -                  | -                  | -           | -           | -           | 41     | -59    |
| 2018-feb. 2019    | Reading           | FLC               | 6          | -9         | FACup+CdL       | 0+0             | 0               | -                  | -                  | -                  | -           | -           | -           | 6      | -9     |
| Totale Reading    | Totale Reading    | Totale Reading    | 47         | -68        |                 | 0               | 0               |                    | -                  | -                  |             | -           | -           | 47     | -68    |
| 2019              | Minnesota Utd     | MLS               | 34+1       | -43 + -2   | USOC            | 5               | -7              |                    | -                  | -                  | -           | -           | -           | 40     | -52    |
| gen.-lug. 2020    | Esbjerg           | SL                | 6+6        | -9 + -14   | CD              | 1               | -4              | -                  | -                  | -                  | -           | -           | -           | 13     | -27    |
| 2020-2021         | Monaco            | L1                | 9          | -14        | CF              | 0               | 0               | -                  | -                  | -                  | -           | -           | -           | 9      | -14    |
| 2021-2022         | Monaco            | L1                | 0          | -0         | CF              | 2               | -2              | UEL                | 0                  | 0                  | -           | -           | -           | 2      | -2     |
| Totale Monaco     | Totale Monaco     | Totale Monaco     | 9          | -14        |                 | 2               | -2              |                    | -                  | -                  |             | -           | -           | 11     | -16    |
| 2022-2023         | Lorient           | L1                | 18         | -24        | CF              | 2               | -2              | -                  | -                  | -                  | -           | -           | -           | 20     | -26    |
| 2023-2024         | Lilla             | L1                | 2          | -2         | CF              | 1               | 0               | UECL               | 3                  | -1                 | -           | -           | -           | 6      | -3     |
| 2024-2025         | Lilla             | L1                | 0          | 0          | CF              | 2               | -1              | UCL                | 0                  | 0                  | -           | -           | -           | 2      | -1     |
| Totale Lille      | Totale Lille      | Totale Lille      | 2          | -2         |                 | 3               | -1              |                    | 3                  | -1                 |             | -           | -           | 8      | -4     |
| Totale carriera   | Totale carriera   | Totale carriera   | 236        | -315       |                 | 28              | -38             |                    | 10                 | -10                |             | -           | -           | 274    | -363   |

## Palmarès

### Individuale
- Miglior portiere della MLS: 1

2019
- MLS Best XI: 1

2019